# David Robertson (Dirigent)
David Robertson (* 19. Juli 1958 in Santa Monica, Kalifornien) ist ein besonders in den USA bekannter Dirigent und Interpret zeitgenössischer Musik.

## Biografie
Seine Ausbildung absolvierte er an der Königlichen Musikakademie in London. Sie umfasste die Studiengänge Horn, Komposition und Dirigieren. David Robertson widmet sich auch der Förderung von Studenten u. a. am Pariser Konservatorium und an der New Yorker Juilliard School of Music. Die „Musical America“ kürte ihn zum „Conductor of the Year 2000“.
Seine bisherigen Stationen als künstlerischer Leiter bzw. Dirigent:
- Sydney Symphony Orchestra (2014 – 2019), Chefdirigent
- National Youth Orchestra of the United States of America (2014)
- Saint Louis Symphony Orchestra (2005 – 2018), Chefdirigent
- BBC Symphony Orchestra (02/2005 – 08/2012), Erster Gastdirigent, Principal Guest Conductor
- Orchestre national de Lyon (9/2000 – 6/2004) Chefdirigent
- Ensemble intercontemporain (1992 – 1999), Chefdirigent
- Jerusalem Symphony Orchestra (1985 – 1987), Resident Conductor

Zudem ist er seit 2010 Mitglied der American Academy of Arts and Sciences.

## Uraufführungen (Auswahl)
- Miroslav Srnka - Superorganisms, 13. Februar 2025, Berliner Philharmonie, Berlin mit Berliner Philharmoniker [Deutsche Erstaufführung][1]
- Philippe Manoury - »Anticipations« für großes Orchester [2019], 20. Dezember 2024, Herkulessaal, München mit Symphonieorchester des Bayerischen Rundfunks [Deutsche Erstaufführung][2]
- Bernhard Lang - »GAME 18 Radio Loops« für großes Orchester und Live-Elektronik nach Pausenzeichen aus den ARD Archiven, 20. Dezember 2024, Herkulessaal, München mit Symphonieorchester des Bayerischen Rundfunks[3]
- Nicolaus Richter de Vroe - Violinkonzert [2020/21], 25. Juni 2021, Herkulessaal, München mit Symphonieorchester des Bayerischen Rundfunks[4]
- Chaya Czernowin - Neues Werk für Orchester [2020/21], 25. Juni 2021, Herkulessaal, München mit Symphonieorchester des Bayerischen Rundfunks[5]
- Moritz Eggert – „Muzak“ für Stimme und großes Orchester – in memoriam David Bowie, 4. Juni 2016, Herkulessaal, München mit Moritz Eggert (Stimme) und Symphonieorchester des Bayerischen Rundfunks[6]
- Gabriela Lena Frank – Piccolo Concerto „Will-o’-the-Wisp“, 1. Mai 2014, Severance Hall, Cleveland, mit The Cleveland Orchestra
- Tristan Murail – Le Désenchantement du monde, 11. April 2014, David Geffen Hall, New York, mit Pierre-Laurent Aimard (Klavier) und New York Philharmonic [US Erstaufführung]
- Magnus Lindberg – Era for orchestra – 17. Januar 2013, Concertgebouw, Amsterdam – mit Koninklijk Concertgebouworkest
- Elliott Carter – Two Controversies and a Conversation for piano, percussion and chamber orchestra or full orchestra – 8. Juni 2012, Metropolitan Museum of Art, New York, NY – mit Colin Currie (Percussion), Eric Huebner (Klavier) und New York Philharmonic[7]
- Bart Visman – Claude Debussy: Images oubliées for orchestra; orchestrated by Bart Visman – 26. Januar 2012, Concertgebouw, Amsterdam, mit Koninklijk Concertgebouworkest
- Klaas de Vries – Providence – 26. Januar 2012, Concertgebouw, Amsterdam, mit Koninklijk Concertgebouworkest
- Steven Mackey – Stumble to Grace Concerto for piano and orchestra – 23. September 2011, Powell Hall, St. Louis, MO – mit Saint Louis Symphony Orchestra und Ehefrau Orli Shaham (Klavier)
- Harrison Birtwistle – Concerto for Violin and Orchestra – 7. September 2011, Royal Albert Hall, London – mit Christian Tetzlaff (Violine) und BBC Symphony Orchestra [Erstaufführung Europa]
- Graham Fitkin – Cello Concerto – 31. August 2011, Royal Albert Hall, London – mit Yo-Yo Ma (Cello) und BBC Symphony Orchestra
- Christopher Rouse – Symphony No. 3 – 5. Mai 2011, Powell Hall, St. Louis, MO – mit Saint Louis Symphony Orchestra
- Joey Roukens – Out of Control – 25. März 2011, Concertgebouw, Amsterdam – mit Koninklijk Concertgebouworkest
- Avner Dorman – Uriah: The Man the King Wanted Dead – 26. Januar 2011, Davies Symphony Hall, San Francisco – mit San Francisco Symphony
- Mark-Anthony Turnage – Hammered Out, 26. August 2010, Royal Albert Hall, London – mit BBC Symphony Orchestra
- Sam Hayden – Substratum – 8. Dezember 2008, Barbican, London – mit BBC Symphony Orchestra
- Miroslav Srnka – My life without me für Sopran und Ensemble – 28. November 2008, Cité de la Musique, Paris – mit Ensemble intercontemporain und Claron McFadden (Sopran)
- Brett Dean – Vexations and Devotions – 22. Juli 2007 (Europa-Premiere), Royal Albert Hall, London – mit BBC Symphony Orchestra und Gondwana Voices (Kinderchor) und BBC Symphony Chorus
- John Adams – Doctor Atomic Symphony – 16. März 2007, Powell Hall, St. Louis, MO – mit Saint Louis Symphony Orchestra
- Richard Rijnvos – Block Beuys – Raum 4 bis 7 – 17. Juni 1999, Cité de la Musique, Paris – mit Ensemble intercontemporain
- Richard Rijnvos – Times Square Dance, for 2 identical orchestras (1996–1998) – 4. Juni 1999, Concertgebouw, Amsterdam – mit Koninklijk Concertgebouworkest
- Chin Un-suk – Fantaisie mécanique (1994, rev.1997) – 8. Juni 1997, Cité de la Musique, Paris – mit Ensemble intercontemporain
- Ton de Leeuw – Three Shakespeare songs for mezzo-soprano and instrumental ensemble, 13. Juni 1996, Concertgebouw, Amsterdam – mit Ensemble intercontemporain und Rosemary Hardy (Sopran)
- Michael Jarrell - Cassandre - 4. Februar 1994, Théâtre du Chatelet Paris - mit Ensemble intercontemporain und Marthe Keller (Darstellerin), Inszenierung: Peter Konwitschny
- Frank Corcoran – Concerto for String Orchestra (1982) – 9. Januar 1984, National Concert Hall, Dublin – mit New Irish Chamber Orchestra[8]

## Diskografie
- David Robertson bei Discogs

## Auszeichnungen
- Musical America: Conductor of the Year 2000
- Grammy Awards 2015: Beste Orchesterdarbietung (Best Orchestral Performance): J. Adams: City Noir von der St. Louis Symphony unter Leitung von David Robertson